# 丰特拉兰查
丰特拉兰查，是西班牙安达卢西亚自治区科尔多瓦省的一个市镇。总面积8平方公里，总人口416人（2001年），人口密度52人/平方公里。